# Женская сборная Японии по баскетболу
Женская сборная Японии по баскетболу — национальная баскетбольная команда, представляющая Японию на международной баскетбольной арене. Управляется Японской Баскетбольной Ассоциацией.

## История
Женская сборная Японии по баскетболу дебютировала на международной арене на четвёртом чемпионате мира по баскетболу в 1964 году, где команда заняла 9-е место. Самое лучшее выступление сборной приходится на 70-е года XX века: «чемпион» Азии, «серебро» чемпионата мира, участие в Олимпийских играх (5-е место). В настоящее время, сборная Япония является одним из лидеров в Азии, вместе с сборной Китая и Южной Кореи. На Олимпийских играх в Токио сборная показала наивысшее достижение в истории серебряные медали.

## Результаты

### Олимпийские игры
- 1976 5-е место
- 1996 7-е место
- 2004 10-е место
- 2016 8-е место
- 2020  2-е место

### Чемпионат мира по баскетболу среди женщин
- 1964: 9-е место
- 1967: 5-е место
- 1971: 5-е место
- 1975:  2-е место
- 1979: 6-е место
- 1983: 12-е место
- 1990: 12-е место
- 1994: 12-е место
- 1998: 9-е место
- 2002: 13-е место
- 2010: 10-е место
- 2014: 14-е место
- 2018: 9-е место
- 2022: 9-е место

### Чемпионат Азии по баскетболу среди женщин
- 1965:  2-е место
- 1968:  2-е место
- 1970:  1-е место
- 1974:  2-е место
- 1976:  3-е место
- 1978:  3-е место
- 1980:  3-е место
- 1982:  3-е место
- 1984:  3-е место
- 1986: 4-е место
- 1988: 4-е место
- 1990:  3-е место
- 1992:  3-е место
- 1994:  3-е место
- 1995:  3-е место
- 1997:  2-е место
- 1999:  2-е место
- 2001:  2-е место
- 2004:  2-е место
- 2005: 4-е место
- 2007:  3-е место
- 2009:  3-е место
- 2011:  3-е место
- 2013:  1-е место
- 2015:  1-е место
- 2017:  1-е место
- 2019:  1-е место
- 2021:  1-е место
- 2023:  2-е место

### Летние Азиатские игры
- 1974:  1-е место
- 1978:  3-е место
- 1982:  3-е место
- 1986:  3-е место
- 1990: 4-е место
- 1994:  2-е место
- 1998:  1-е место
- 2002: 4-е место
- 2006:  3-е место
- 2010:  3-е место
- 2014:  3-е место
- 2018:  3-е место

### Текущий состав
| Перейти к шаблону «Состав сборной Японии по баскетболу» | Состав сборной Японии по баскетболу |  |

| Поз. | №  | Имя            | Дата рождения (возраст)   | Рост   | Клуб                     |
| ---- | -- | -------------- | ------------------------- | ------ | ------------------------ |
| ТФ   | 0  | Моэко Нагаока  | 29 декабря 1993 (27 лет)  | 183 см | Тойота Антилопес         |
| Ц    | 8  | Маки Такада    | 23 августа 1989 (31 год)  | 185 см | Денсо Ирис               |
| АЗ   | 12 | Нахо Миёси     | 21 декабря 1993 (27 лет)  | 167 см | Тойота Антилопес         |
| РЗ   | 13 | Руй Матида     | 8 марта 1993 (28 лет)     | 162 см | Фуджицу Ред Уэйв         |
| РЗ   | 15 | Нако Мотохаси  | 8 мая 1993 (28 лет)       | 165 см | Токио Ханеда Викис       |
| АЗ   | 20 | Нанака Тодо    | 29 октября 2000 (20 год)  | 174 см | Тойота Бошоку            |
| АЗ   | 27 | Саки Хаяси     | 16 марта 1995 (26 лет)    | 173 см | Джи Икс Эниос Санфлауэрс |
| ТФ   | 30 | Эвелин Мавули  | 2 июня 1995 (26 лет)      | 181 см | Тойота Антилопес         |
| РЗ   | 32 | Саори Миядзаки | 27 августа 1995 (25 лет)  | 167 см | Джи Икс Эниос Санфлауэрс |
| ТФ   | 52 | Юки Миядзава   | 2 июня 1993 (28 лет)      | 183 см | Фуджицу Ред Уэйв         |
| ЛФ   | 88 | Химавари Акахо | 28 августа 1998 (22 года) | 185 см | Денсо Ирис               |
| ТФ   | 99 | Моника Окойе   | 7 февраля 1999 (22 года)  | 182 см | Фуджицу Ред Уэйв         |